# Кавертіц
Кавертіц (нім. Cavertitz) — громада в Німеччині, розташована в землі Саксонія. Входить до складу району Північна Саксонія.
Площа — 68,91 км2. Населення становить 2207 ос. (станом на 31 грудня 2020).
До складу громади входить 12 сільських населених пунктів.

## Галерея

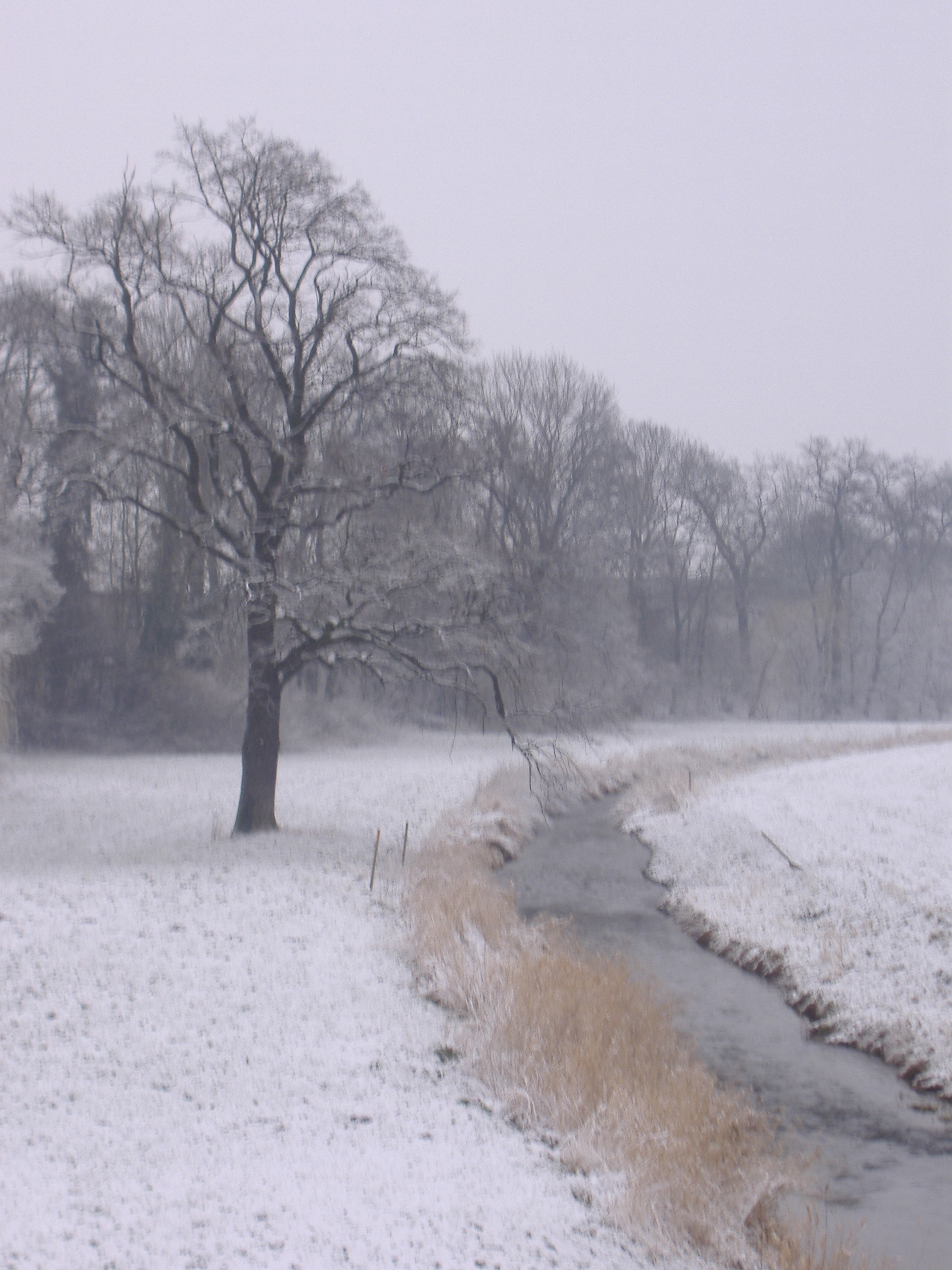
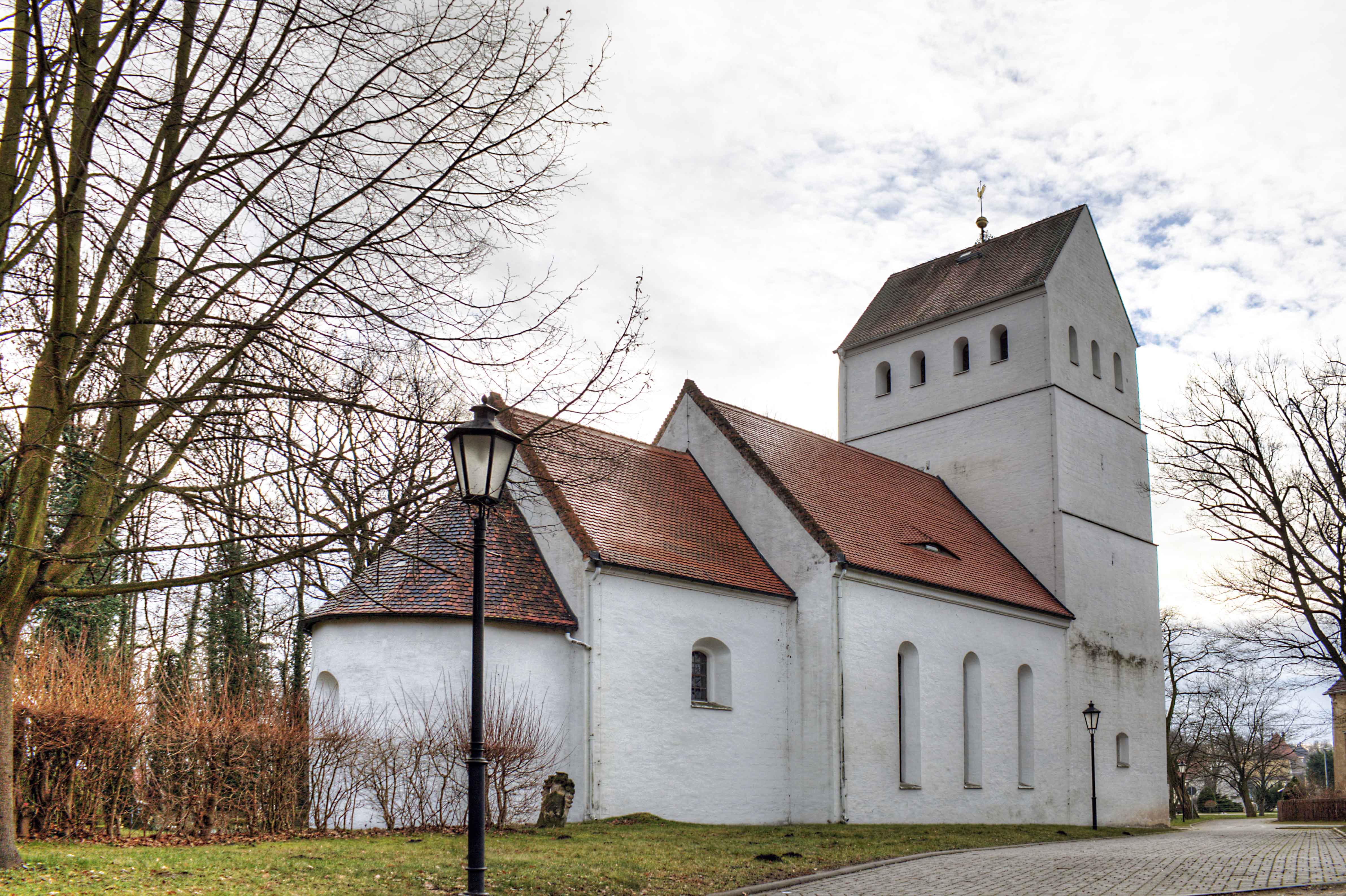
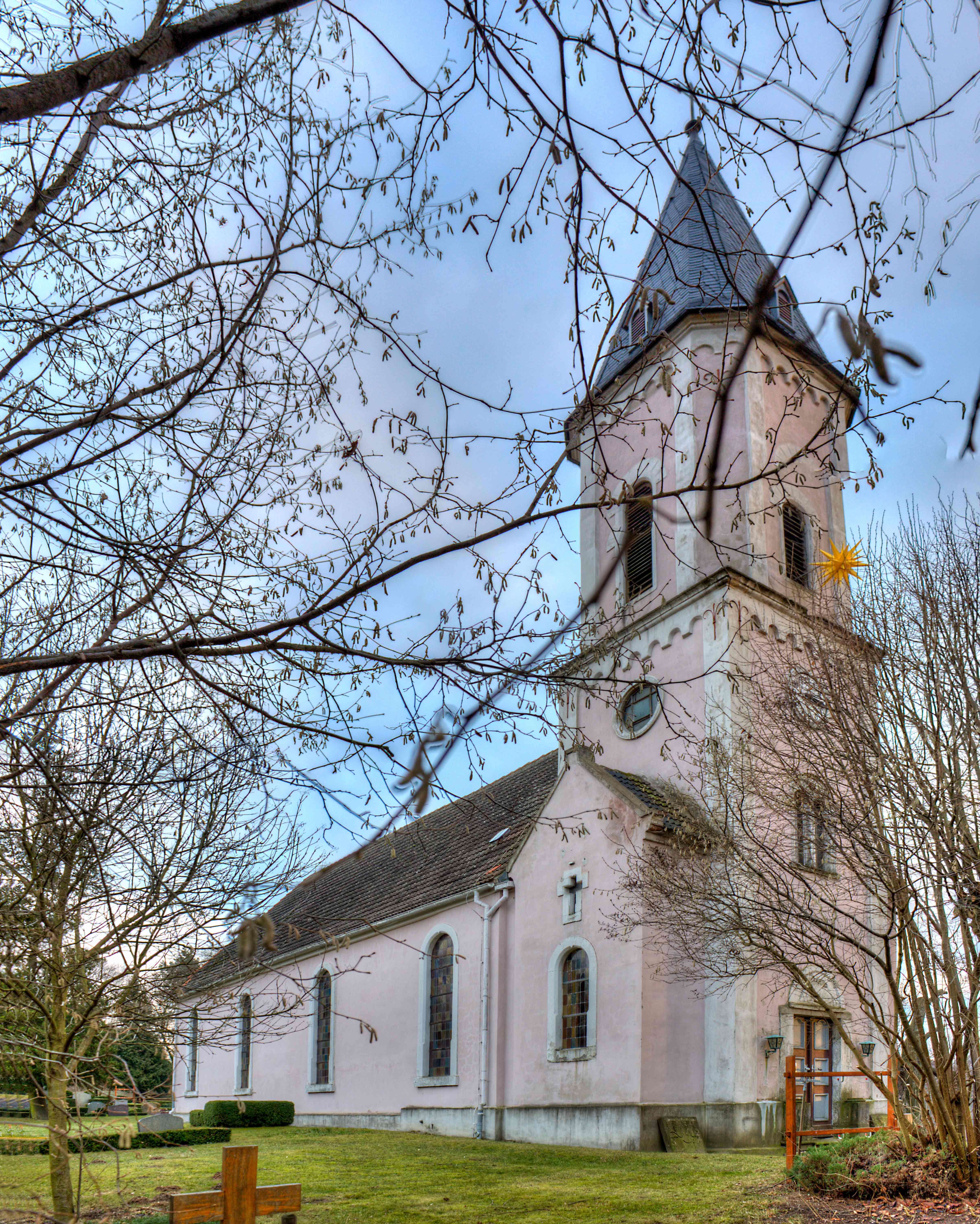
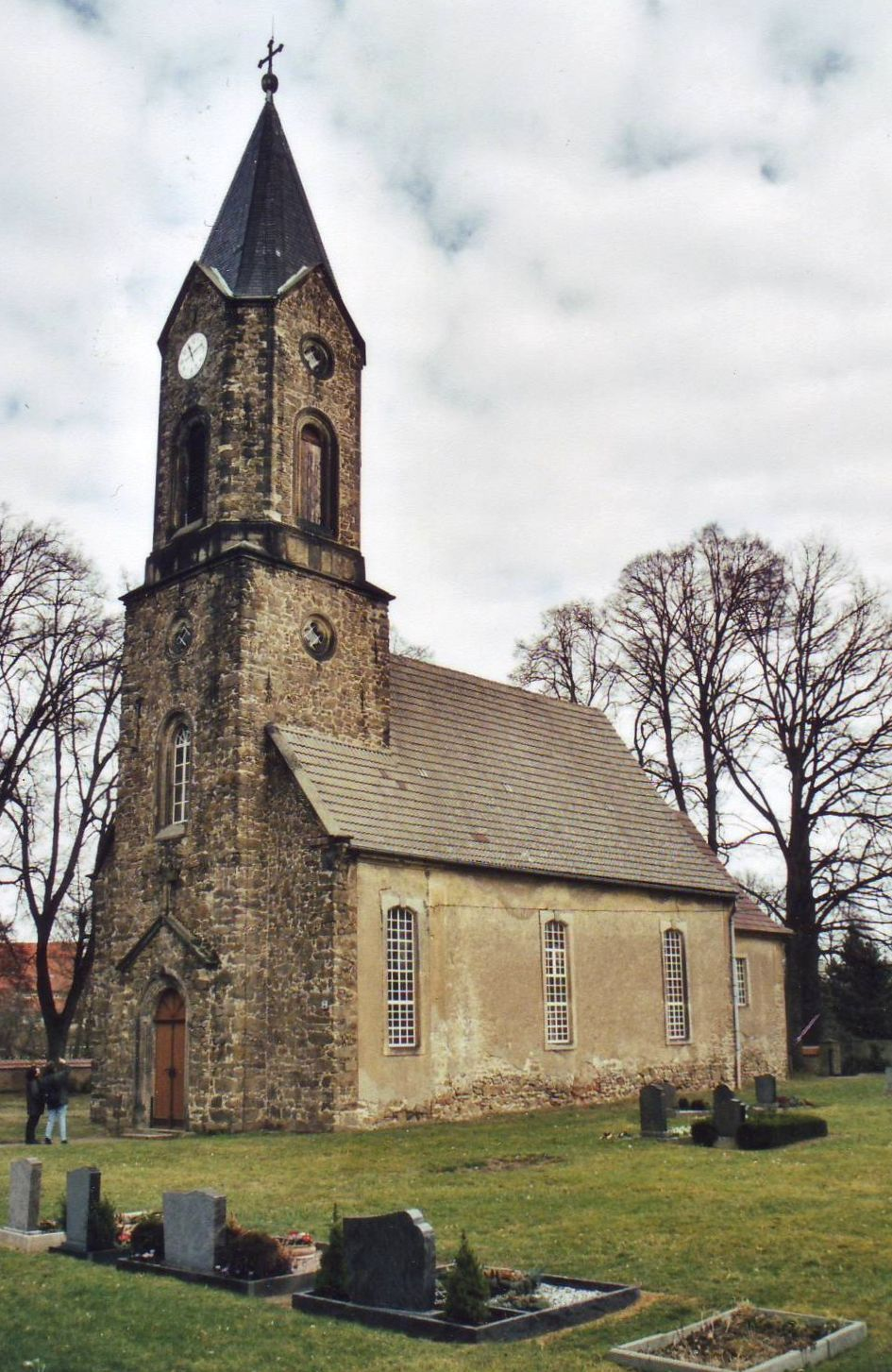